# مسييه 23

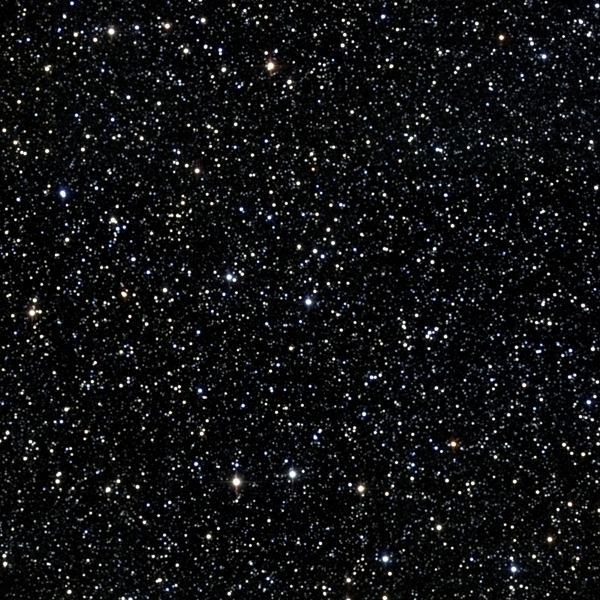

أم23 أو مسييه 23  هو عبارة عن عنقود نجمي مفتوح كبير و مشرق يقع في كوكبة الرامي . يقع العنقود على بُعد 2150 سنة ضوئية (659 فرسخ فلكي) من الأرض و يبلغ قدره الظاهري حوالي 6.9+. و يحمل اسم NGC 6494 في الكتالوج العام الجديد, و يبلغ نصف قطر مسييه 23 ما بين 15 - 20 سنة ضوئية و يحتوي على 176 نجم مؤكد. تتراوح معظم النجوم في العنقود ما بين 10 - 13 درجة ، و يُقدّر عمر مسييه 23 بما لا يقل عن 220 مليون سنة ، مما يجعلها واحدة من أقدم العناقيد النجمية المفتوحة المعروفة في مجرتنا.

## تاريخ الأكتشاف
أكتشف شارل مسييه لعنقود في 20 يونيو من عام 1764. وصف مسييه الجسم بأنه "عنقود نجمي ، بين نهاية قوس الرامي (كوكبة) والقدم اليمنى للكوكبة الحواء ، بالقرب جداً من النجم "65 أوفيوتشي" . نجوم هذه المجموعة قريبة جداً من بعضها البعض. و إستطاع مسييه تحديد موقع مسييه 23 من خلال النظام النجمي " Mu Sagittarii ".

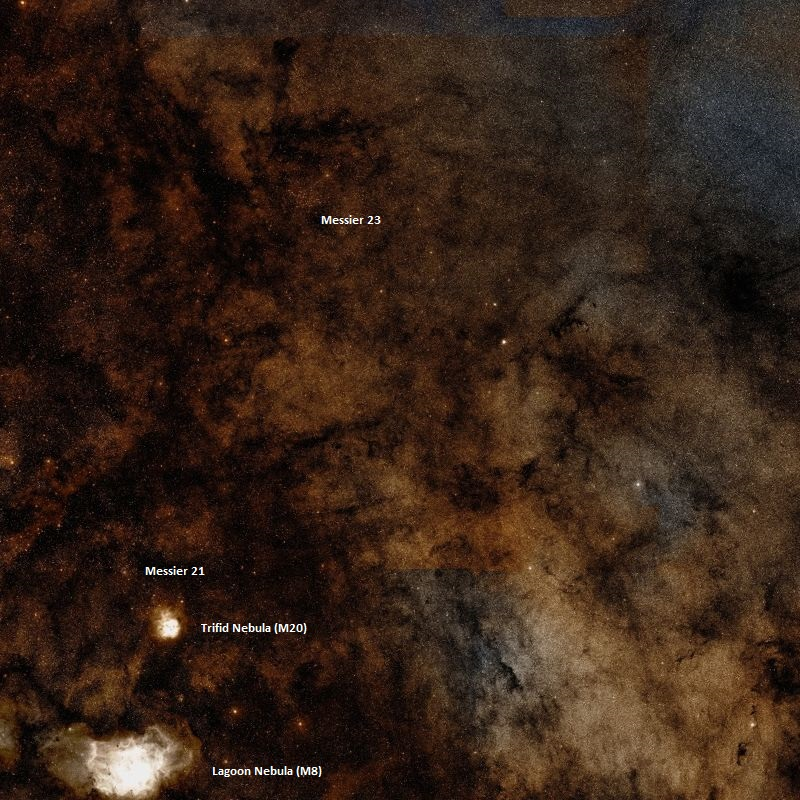
صورة لـ مسييه 21 ومسييه 23 وسديم أوميجا ومسييه 20.

و هذا ما كتبه مسييه في أول كتالوج له : 

في ليلة 20 إلى 21 يونيو 1764 ، حددتُ موقع مجموعة من النجوم الصغيرة التي تقع بين الطرف الشمالي لقوس الرامي (كوكبة) و القدم اليمنى لكوكبة الحواء ، وهي قريبة جداً من النجم ذو القدر الظاهري السادس "65 أوفيوتشي"، هذه النجوم قريبة جداً من بعضها البعض ؛ لا يوجد شيء يمكن للمرء رؤيته بسهولة بأستخدام تلسكوب إنكساري عادي [غير لوني] بطول 3 أقدام و نصف ، يبلغ قطر العنقود حوالي 15 دقيقة قوسية. لقد حددت موقعها من خلال تتبع النجم " Mu Sagittarii".

و لاحظ ويليام هيرشل أيضاً العنقود في 18 يونيو من عام 1784 و قدّم الوصف التالي :
```
رأيت مجموعة من النجوم الكبيرة المتناثرة الجميلة ، ذات المقادير المتساوية تقريباً (مرئية في العين المجردة) ، و تمتد إلى أبعد بكثير مما يستوعبه مجال التلسكوب البصري، تبدو و كأنها عبارة عنه سديم يمتد إلى حوالي نصف درجة.
```

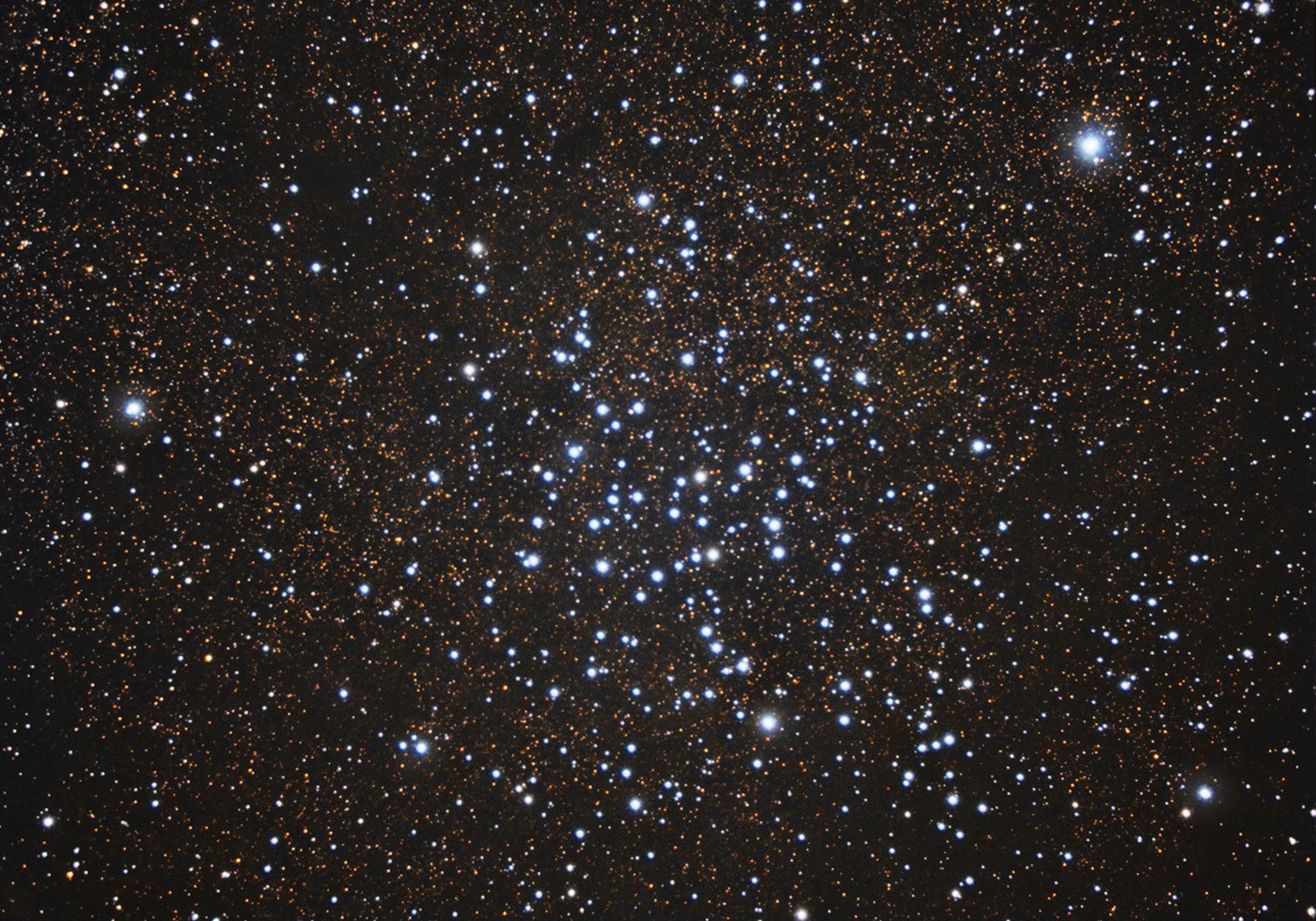
صورة للعنقود النجمي مسييه 23

ثم تلاهم الأدميرال ويليام هنري سميث و قدّم وصفاً أكثر تفصيلاً للعنقود مسييه 23 بعد مراقبته في يوليو من عام 1835 :
```
مجموعة نجمية لامعة في الفضاء بين ساق 
كوكبة الحواء
 اليسرى و قوس 
كوكبة الرامي
. حجمها كبير لدرجة إن مجال الرؤية للتلسكوب متوسط التكبير لا يستطيع تغطيتها،  الجزء الأكثر لمعاناً هو مائل ، في الاتجاه الجنوب الغربي ، مع 7 نجوم ساطعة في الجزء السفلي. يبدو لونه أرجواني . تم اكتشاف هذا العنقود من قبل 
مسييه
 في عام 1764 ، يمكن العثور على المجموعة النجمية من خلال التمييز بين العنقود مع النجم Mu Sagittarii ، والذي يقع في الشمال الغربي ، على بعد حوالي 5 درجات ، بعد فحص هذا الجسم ، قمت بخفض التلسكوب درجتين ، في البداية حدقت في السديم الثلاثي(
مسييه 20
) إلا أن هناك مادة غامضة قاومت ضوء تلسكوبي ، لذلك لم أجد إشارة إلى وجوده إلا من خلال وهج غريب ,أسطع من السديم الثلاثي(
مسييه 20
) بكثير، ثم وجدت بأنها مجموعة النجوم الصليبية الأنيقة(مسييه 23)،و عرفت بأنها اُكتشفت في عام 1764 ، والتي أعتبرها محاطة مجموعة من النجوم محاطة لسديم.
```

## خصائصه
يقع مسييه 23 في منطقة مليئة بأجرام مسييه حيث يقع قليلاً إلى الشمال من السديم الثلاثي(مسييه 20) ، و مسييه 8 (سديم البحيرة) و المجموعة المفتوحة مسييه 21 .يحتل مسييه 23 مساحة تبلغ 27 دقيقة قوسية من السماء الظاهرة (بدون أي تلوث ضوئي) ، أي تقريباً بحجم البدر. يبلغ قطرالعنقود الخطي حوالي 15 سنة ضوئية. تم تصنيف M23 على أنها مجموعة (Trumpler I 2 r) ، مما يعني أن لها تركيزاً مركزياً قوياً و منفصلة عن مجال النجم المحيط (I) .

## إمكانية الرؤية
يمكن رؤية مسييه 23 بسهولة من خلال المناظير وأفضل عرض لها يكون في التلسكوبات الصغيرة و المتوسطة الحجم. و ستعمل التلسكوبات ذات المقاس 6 - 8 بوصات على إبراز العشرات من نجوم العنقود.يقع مسييه 23 شمال غرب كوكبة الرامي ، حيث يقع بالقرب من النجم Mu Sagittarii ، و هو نظام نجمي متعدد يصل قدره الظاهري لـ 3.84+ ، و يمكن رؤيته بالعين المجردة. حيث يمكن العثور على العنقود 2.5 درجة شمالاً و 3.5 درجة غرباً من النجم. في المناظير يظهر مسييه 23 على شكل كرة ضبابية ذات نجوم بالكاد يمكن رؤيتها منفردة. و يمكن للتلسكوبات الصغيرة ذات التكبير المنخفض رؤية ألمع نجم في العنقود و هو HIP 87782 (HR 6679) ، هو عبارة عن نجم ساطع بشكل مميزهو نجم شديد الحرارة والضوء مع التصنيف الطيفي B9 ، و يبلغ قدره الظاهري 6.52+ , يظهر في الجزء الشمال الغربي من امسييه 23 . HIP 87782 هو عبارة نجم أبيض يقع على بعد 320 سنة ضوئية فقط من النظام الشمسي. و هو ليس نجم ضمن مسييه 23 ، و لكنه من منظورنا نراه على إنه يقع في مقدمة العنقود.

## وصلات خارجية
- موقع الكون